# ストライクTV
『ストライクTV』（ストライクティーヴィー）は、2011年10月3日から2014年3月24日までテレビ朝日系列のネオバラエティ月曜日にて放送されていたバラエティ番組。

## 概要
本番組は、テレビ朝日の深夜番組『お願い!ランキング』の木曜日の企画として好評を博した『ストライク♪ミュージック』からの派生番組としてスタートした。
MCにはネオバラエティ月曜日で2011年9月26日まで放送されていたクイズ番組『雑学王』から引き続き、爆笑問題が起用された。
開始当初は、音楽だけではなくグルメ・ファッション・アニメ・芸人など最近の流行を一つのテーマにゲスト出演者がプレゼンテーションを行う内容だった。プレゼンター以外の出演者が内容を評価し、共感度合いをボウリングになぞらえて「ストライク」「スペア」「ガター」としていた。なお、何度にもわたるリニューアルで当初のコンセプトからかけ離れたものとなったことで、派生元になった「ストライク♪ミュージック」は2012年2月2日より以前の『お願い!ランキング』木曜日（同年10月1日より月曜日）に戻して放送されている。
2012年4月23日に全面的にリニューアルされ、『爆笑問題の検索ちゃん』『雑学王』スタイルの、クイズ番組の体をとったトークバラエティに戻っている。当初は得点があり優勝者を決めていたが、番組の最後に軽く触れるだけで賞品はなかった。またクイズの問題も当初は事実を問うものだったが、その後、いろいろなタイプの人間をテーマにしたアンケートクイズが中心になった。「ストライクTV特別編」として『検索ちゃん』の復活版が放送されることもある。番組名との関連性については、1人でも正解者がいると「ストライク」、正解者がいない場合を「ガター」とすることで保っている。5月21日までは、爆笑問題が週替わりで相方に好きなものをプレゼンするミニコーナーがあった。
2013年8月19日から、最終問題がクイズではなく「ストライクアンサー」というコーナーになった。視聴者からの悩みのメールに対して最も有効な解決策と太田が判定した答えが正解になる。翌週の8月26日では、全問がストライクアンサーという企画になった。その後は共通のテーマに沿った芸能人をゲストに呼び、そのゲストのエピソードから問題を出す形式となっている。
2014年4月から、本番組放送時間帯にこれまで21時台に放送していた『ビートたけしのTVタックル』が枠移動することが決定したため、同年3月24日を以て終了。代わって爆笑問題番組枠は『言いにくいことをハッキリ言うTV（→お坊さんバラエティ ぶっちゃけ寺）』が2017年3月まで放送されていた。ラスト2回は『公開ダメ出しスペシャル!』と題して、2014年3月17日放送分では田中に対して（通常放送とは逆に田中が司会、太田が解答者）、24日放送分では太田に対して回答者達が様々なクレームを付けるという内容だった。

## 出演者
レギュラー
- 爆笑問題（太田光・田中裕二）

2012年4月23日以降は、太田は司会、田中は解答者（1枠）。2014年3月17日のみ、太田と田中は司会者と解答者が逆になった。
太田は司会を務める際に「検索ちゃん」時代を踏襲して、解答者に対して適当なあだ名を付ける。特に田中に関してはほぼ毎回、解答を開ける際に「爆笑問題田中裕二郎君の答えを…」と発言、それに対して田中が「郎は付かないんだけどね」と突っ込むのがお決まりであった。
- 石井寛子 - 2012年4月23日以降[6]

アシスタント。出演者からは「アプリ子ちゃん」と呼ばれ、毎回バーテンダーの衣装を着用した。
リニューアル当初に「ストライクアプリ」などスマートフォンアプリを紹介するコーナーがあり、「アプリソムリエ」という肩書きで解説のために出演していた。アプリコーナーが不定期になってからも、アシスタントとして出演している。アプリコーナー不定期化後も「アプリソムリエ」のままだったが、2013年1月21日からは「アシスタント」という肩書きに変更された。その後一度「アプリソムリエ」に戻ったが、すぐに肩書きが表示されなくなった。主に番組進行、および問題の関連情報やヒントの提供を行い、若い女性目線、およびネットユーザーとしての意見をコメントすることもあったが、番組内で一度も発言しない回も多かった。
準レギュラー
- 伊集院光

解答席は2枠。2012年4月23日以降ほぼ隔週で出演。
- 土田晃之

解答席は2枠。リニューアル当初は不定期で出演していたが、2013年4月1日以降は隔週で出演。
ゲスト（解答者）
2012年4月16日以前のゲストは芸人4人。4人でチームを組み、2チームの対戦形式の場合もある。毎回入れ替わっており、当初は『お願い!ランキング』時代同様同い年のゲスト3人を招いていたが、ほどなくそういった縛りはなくなった。
2012年4月23日以降のゲストはリニューアル当初は芸人中心だったが、同年秋ごろよりクイズのテーマに合わせ、役者やタレントなど幅広くゲストを呼ぶようになった。
2013年に入ってからは、嫌われる女や文句を言う女（「カミツキ女子」など）をテーマにすることが非常に多くなり、その場合は必ず小島慶子が出演した。

## 放送リスト
2011年
| 回数   | 放送日   | ゲスト | 備考                                          |
| ------ | -------- | --- | --------------------------------------------- |
| 第1回  | 10月3日  | ‐ | 特別編 「ストライクTVの見方教えちゃいますSP」 |
| 第2回  | 10月10日 | - 狩野英孝 - 熊田曜子 - 中田敦彦（オリエンタルラジオ） | 1982年生まれの3名がゲスト。                   |
| 第3回  | 10月17日 | - 相川七瀬 - 岩尾望（フットボールアワー） - 河本準一（次長課長） | 1975年生まれの3名がゲスト。                   |
| 第4回  | 10月24日 | - ISSA（DA PUMP） - 永井大 - 若林正恭（オードリー） | 1978年生まれの3名がゲスト。                   |
| 第5回  | 10月31日 | - 東貴博（Take2） - 綾部祐二（ピース） - 小倉優子 - 古坂大魔王 | 「恋愛＆カラオケ神曲SP」                      |
| 第6回  | 11月7日  | - Nana（MAX） - Mina（MAX） - Lina（MAX） - 竹山隆範 - 山崎樹範 - 山崎弘也（アンタッチャブル） - ジャルジャル | 「思い出のつまったストライクソングSP」        |
| 第7回  | 11月14日 | ＜ストライクスイーツ＞ - 指原莉乃（AKB48） - ダイアモンド☆ユカイ - 千原せいじ（千原兄弟） - 藤本敏史（FUJIWARA） - フルーツポンチ - 安めぐみ ＜ストライクミュージック＞ - 荒川静香 - 古坂大魔王 - 品川祐（品川庄司） - 菜々緒 - ヒャダイン - 渡部建（アンジャッシュ） | 『スイーツ』と『ミュージック』の2本立て       |
| 第8回  | 11月21日 | ＜ストライクスイーツ＞ - 指原莉乃（AKB48） - ダイアモンド☆ユカイ - 千原せいじ（千原兄弟） - 藤本敏史（FUJIWARA） - フルーツポンチ - 安めぐみ ＜ストライクミュージック＞ - 荒川静香 - 古坂大魔王 - 品川祐（品川庄司） - 菜々緒 - ヒャダイン - 渡部建（アンジャッシュ） | 『スイーツ』と『ミュージック』の2本立て       |
| 第9回  | 11月28日 | - 敦士 - 綾部祐二（ピース） - オリエンタルラジオ | 『ストライク美女』                            |
| 第10回 | 12月5日  | ＜ストライクスイーツ＞ - 阿部力 - 川越達也 - ダイアモンド☆ユカイ - 中田敦彦（オリエンタルラジオ） - 藤本美貴 - 又吉直樹（ピース） ＜ストライクミュージック＞ - 上原多香子 - 小杉竜一（ブラックマヨネーズ） - 小籔千豊 - FUNKY MONKEY BABYS                            | 『スイーツ』と『ミュージック』の2本立て       |
| 第11回 | 12月19日 | ＜ストライク美女＞ - 敦士 - 入江慎也（カラテカ） - 高橋茂雄（サバンナ） - ユージ ＜ストライクムービー＞ - 有村昆 - コトブキツカサ - 松山梢 ＜ストライクスポット＞ - いとうあさこ - 竹山隆範 - X-GUN                                                                   | 『美女』、『ムービー』、『スポット』の3本立て |

2012年
| 回数   | 放送日   | ゲスト | 備考                                                                              |
| ------ | -------- | --- | --------------------------------------------------------------------------------- |
| 第12回 | 1月9日   | ＜ストライクアイドル＞ - つんく♂ - 有野晋哉（よゐこ） - 小沢一敬（スピードワゴン） - 中山秀征 - 三ツ矢雄二 - 諸星和己 ＜ストライク差し入れグルメ＞ - オードリー - 中山秀征 - 林家三平 - 真琴つばさ - 渡部建（アンジャッシュ） ＜ストライクミュージック＞ - 上原多香子 - 小杉竜一（ブラックマヨネーズ） - 小籔千豊 - FUNKY MONKEY BABYS - GAO - 寺田恵子（SHOW-YA） - 中村美紀（SHOW-YA） | 『アイドル』、『差し入れグルメ』、『ミュージック』の3本立て                       |
| 第13回 | 1月16日  | - 綾部祐二（ピース） - 村上健志（フルーツポンチ） - 村上純（しずる） - 吉村崇（平成ノブシコブシ） | 『ストライク美女』                                                                |
| 第14回 | 1月23日  | ＜ストライロケ弁当＞ - オードリー - 芹那 - 藤本敏史（FUJIWARA） - 米倉涼子 ＜ストライクブック＞ - 上田浩二郎（Hi-Hi） - 又吉直樹（ピース） - 若林正恭（オードリー） - 西村賢太 | 『ロケ弁当』と『ブック』の2本立て                                                 |
| 第15回 | 1月30日  | ＜ストライク風水＞ - 大西ライオン - もう中学生 - AMEMIYA - 大地洋輔（ダイノジ） - 井上裕介（NON STYLE） - 岩崎一則（Hi-Hi） - 益子卓郎（U字工事） - 黒瀬純（パンクブーブー） - 神奈月 ＜ストライロケ弁当＞ - オードリー - 芹那 - 藤本敏史（FUJIWARA） - 米倉涼子 | 『風水』と『ロケ弁当』の2本立て                                                   |
| 第16回 | 2月6日   | - ツネ（2700） - 村上純（しずる） | 『ストライク風水』                                                                |
| 第17回 | 2月13日  | - 竹山隆範 - 関仁彦（ぽ〜くちょっぷ） - 長瀬朋彦（閃光花火） - ひぐち君（髭男爵） - ラブシングル中田 - 天野ひろゆき（キャイ〜ン） - 飯尾和樹（ずん） - 伊佐陶太（チョイチャック） - 岩井ジョニ男（イワイガワ） - カピパラ - 河本準一（次長課長） - 木村卓寛（天津） - パンチ浜崎（ザ・パンチ） - 水口靖一郎（ソラシド） - 村田秀亮（とろサーモン）                                       | 『ストライクゴシップ』                                                            |
| 第18回 | 2月20日  | - 鈴木Q太郎（ハイキングウォーキング） - ジャルジャル | 『ストライク風水』                                                                |
| 第19回 | 2月27日  | - オリエンタルラジオ - 長谷川忍（シソンヌ） - 水口靖一郎（ソラシド） - 宮地謙典（ニブンノゴ!） - 高橋茂雄（サバンナ） - 木村卓寛（天津） - なかやまきんに君 - 西川晃啓（レギュラー） - ハロー植田 - 木下隆行（TKO） - 南川聡史（ピーマンズスタンダード） - 平井善之（アメリカザリガニ） - 安田大サーカス                                                                                 | 『ストライクゴシップ』                                                            |
| 第20回 | 3月5日   | - 綾部祐二（ピース） - 入江慎也（カラテカ） - 村上純（しずる） - 吉村崇（平成ノブシコブシ） | 『ストライク美女』                                                                |
| 第21回 | 3月12日  | - 岩尾望（フットボールアワー） - 庄司智春（品川庄司） - オリエンタルラジオ - 鈴木奈々 | 『ストライク鑑定』                                                                |
| 第22回 | 3月19日  | ＜ストライクスイーツ＞ - 阿部力 - 川越達也 - ダイアモンド☆ユカイ - 中田敦彦（オリエンタルラジオ） - 藤本美貴 - 又吉直樹（ピース） ＜ストライク美女＞ - 敦士 - 綾部祐二（ピース） - 入江慎也（カラテカ） - 高橋茂雄（サバンナ） - オリエンタルラジオ - 村上健志（フルーツポンチ） - 村上純（しずる） - 吉村崇（平成ノブシコブシ） - ユージ                                                | 『スイーツ』と『美女』の2本立て                                                   |
| 第23回 | 3月26日  | ＜ストライク新説＞ - 竹山隆範 - 中田敦彦（オリエンタルラジオ） - 藤本敏史（FUJIWARA） - 村上純（しずる） - 宇治原史規（ロザン） ＜ストライクグラビアアイドル＞ - 手島優 - 愛川ゆず季 - 三島ゆかり - 森下悠里 - 戸田れい - 岸明日香 - 川村りか - 川村えな - 安藤あいか | 『新説』と『グラビアアイドル』の2本立て                                           |
| 第24回 | 4月2日   | - 観月ありさ - 宇治原史規（ロザン） - 竹山隆範 - 古坂大魔王 - 高橋茂雄（サバンナ） - 中田敦彦（オリエンタルラジオ） - 藤本敏史（FUJIWARA） - 村上純（しずる） | 『ストライク新説』                                                                |
| 第25回 | 4月9日   | - 上田浩二郎（Hi-Hi） - スザンヌ - スピードワゴン - ダイアモンド☆ユカイ - 濱口優（よゐこ） | 『ストライク鑑定』                                                                |
| 第26回 | 4月16日  | ＜ストライク新説＞ - 観月ありさ - 宇治原史規（ロザン） - 竹山隆範 - 古坂大魔王 - 高橋茂雄（サバンナ） - 中田敦彦（オリエンタルラジオ） - 藤本敏史（FUJIWARA） - 村上純（しずる） ＜ストライクミュージック＞ - 長澤まさみ - 大島麻衣 - 渡辺直美 | 『新説』と『ミュージック』の2本立て 『ミュージック』は1987年生まれの3名がゲスト。 |
| 第27回 | 4月23日  | ＜ストライクアプリ＞ - 伊集院光 - 古坂大魔王 - 品川祐（品川庄司） - スギちゃん - 若林正恭（オードリー） | 『アプリ』と『ブック』の2本立て                                                   |
| 第28回 | 4月30日  | ＜ストライクアプリ＞ - 土田晃之 - 高橋茂雄（サバンナ） - Hi-Hi - 飯尾和樹（ずん） - 中田敦彦（オリエンタルラジオ） | 『アプリ』と『アイドルソング』の2本立て                                           |
| 第29回 | 5月7日   | ＜ストライクアプリ＞ - 伊集院光 - 品川祐（品川庄司） - 2700 - X-GUN - 田中卓志（アンガールズ） | 『アプリ』と『BOOK』の2本立て                                                     |
| 第30回 | 5月14日  | ＜ストライクアプリ＞ - 天野ひろゆき（キャイ〜ン） - 竹山隆範 - つぶやきシロー - COWCOW - 中田敦彦（オリエンタルラジオ） | 『アプリ』と『アイドルソング』の2本立て                                           |
| 第31回 | 5月21日  | ＜ストライク携帯電話＞ - 伊集院光 - 品川祐（品川庄司） - 児嶋一哉（アンジャッシュ） - まちゃまちゃ - 東貴博（Take2） | 『携帯電話』と『BOOK』の2本立て                                                   |
| 第32回 | 5月28日  | ＜浮気撃退SP＞ - 河本準一（次長課長） - 品川祐（品川庄司） - 竹山隆範 - 川島明（麒麟） - 高橋茂雄（サバンナ） | 『ストライクアプリ 浮気撃退SP』                                                   |
| 第33回 | 6月4日   | - 伊集院光 - 天野ひろゆき（キャイ〜ン） - バカリズム - 村上知子（森三中） - 中田敦彦（オリエンタルラジオ） | 『最新グルメサービスSP』                                                          |
| 第34回 | 6月11日  | - 土田晃之 - 千原ジュニア（千原兄弟） - 藤森慎吾（オリエンタルラジオ） - ワッキー（ペナルティ） - 渡部建（アンジャッシュ） | 『絶対女の子を落とせる裏ワザSP』                                                  |
| 第35回 | 6月18日  | - 伊集院光 - 竹山隆範 - 山崎弘也（アンタッチャブル） - 古坂大魔王 - 若林正恭（オードリー） | 『Google社員が明かす検索の裏ワザ全部みせますSP』                                  |
| 第36回 | 6月25日  | - 今田耕司 - 宮川大輔 - 品川祐（品川庄司） - 藤森慎吾（オリエンタルラジオ） - 渡部建（アンジャッシュ） | 『合コン、婚活の裏ワザ大放出SP』                                                  |
| 第37回 | 7月2日   | - 伊集院光 - 博多大吉（博多華丸・大吉） - 中田敦彦（オリエンタルラジオ） - 古坂大魔王 - バカリズム | 『話題のブログ、ツイッターSP』                                                    |
| 第38回 | 7月9日   | - 伊集院光 - 劇団ひとり - 品川祐（品川庄司） - 古坂大魔王 - 若林正恭（オードリー） | 『ここまで進化した!通販SP』                                                       |
| 第39回 | 7月16日  | - 土田晃之 - 千原ジュニア（千原兄弟） - 次長課長 - 高橋茂雄（サバンナ） | 『マンガ家本人が明かす!人気マンガの秘密大暴露SP』                                 |
| 第40回 | 7月23日  | - 伊集院光 - ほっしゃん。 - 出川哲朗 - 古坂大魔王 - 岡田圭右（ますだおかだ） | 『この夏会いにいける!ストライクどうぶつ図鑑』                                     |
| 第41回 | 8月6日   | - 土田晃之 - 千原ジュニア（千原兄弟） - 竹山隆範 - 品川祐（品川庄司） - 近藤春菜（ハリセンボン） | 『本当に使える!最新医療サービスSP』                                               |
| 第42回 | 8月13日  | - 伊集院光 - 石塚英彦（ホンジャマカ） - 品川祐（品川庄司） - 渡部建（アンジャッシュ） - 藤森慎吾（オリエンタルラジオ） | 『俺たちのメシSP』                                                                |
| 第43回 | 8月20日  | - 徳井義実（チュートリアル） - 藤森慎吾（オリエンタルラジオ） - スギちゃん - 古坂大魔王 - レッド吉田（TIM） | 『絶対に知っておきたい!物件サービスSP』                                           |
| 第44回 | 8月29日  | ＜独身男＞ - 遠藤章造（ココリコ） - 古坂大魔王 - 後藤輝基（フットボールアワー） ＜愛妻家＞ - 伊集院光 - 竹山隆範 - 品川祐（品川庄司） - 中田敦彦（オリエンタルラジオ） | 『愛妻家VS独身男SP』                                                              |
| 第45回 | 9月3日   | - 小森純 - 小杉竜一（ブラックマヨネーズ） - 千原ジュニア（千原兄弟） - 天野ひろゆき（キャイ〜ン） - 藤森慎吾（オリエンタルラジオ） | 『浮気は絶対に許さない!浮気撲滅SP』                                               |
| 第46回 | 9月10日  | ＜だらしなボディ＞ - 石塚英彦（ホンジャマカ） - 伊集院光 - 内山信二 ＜引き締まボディ＞ - 千原ジュニア（千原兄弟） - 土田晃之 - 武井壮 - 庄司智春（品川庄司） | 『だらしなボディVS引き締まボディSP』                                              |
| 第47回 | 9月17日  | ＜付き合い上手＞ - 千原せいじ（千原兄弟） - 天野ひろゆき（キャイ〜ン） - 藤森慎吾（オリエンタルラジオ） ＜人見知り＞ - バカリズム - 黒沢かずこ（森三中） - ウド鈴木（キャイ〜ン） - 有野晋哉（よゐこ） | 『付き合い上手VS人見知りSP』                                                      |
| 第48回 | 9月24日  | ＜リッチファミリー＞ - 東貴博（Take2） - 品川祐（品川庄司） - 吉田幸市（ケチン・ダ・コチン） ＜ボンビーファミリー＞ - 礼二（中川家） - 小沢一敬（スピードワゴン） - 庄司智春（品川庄司） - 熊谷岳大（ガリットチュウ） | 『ボンビーファミリーVSリッチファミリーSP』                                        |
| 第49回 | 10月1日  | ＜末っ子＞ - スギちゃん - 藤森慎吾（オリエンタルラジオ） - 竹山隆範 ＜長男・長女＞ - 千原せいじ（千原兄弟） - 濱口優（よゐこ） - 眞鍋かをり - 遠藤章造（ココリコ） | 『長男・長女VS末っ子SP』                                                          |
| 第50回 | 10月8日  | - 伊集院光 - 柴田理恵 - 高橋茂雄（サバンナ） - 大久保佳代子（オアシズ） - 秋山竜次（ロバート） | 『意外とキレやすい芸能人SP』                                                      |
| 第51回 | 10月15日 | - 小池栄子 - 伊集院光 - 小杉竜一（ブラックマヨネーズ） - 山崎弘也（アンタッチャブル） - 品川庄司 - さらば青春の光 | 『検索ちゃん復活SP』                                                              |
| 第52回 | 10月22日 | - 伊集院光 - 天野ひろゆき（キャイ〜ン） - 川越達也 - 村上健志（フルーツポンチ） - 品川祐（品川庄司） | 『食にウルサイ!グルメ男子SP』                                                     |
| 第53回 | 10月29日 | - 濱口優（よゐこ） - 武田修宏 - 藤森慎吾（オリエンタルラジオ） - 馬場園梓（アジアン） - 木下隆行（TKO） | 『オシャレ芸能人大集合!ファッションチェックSP』                                   |
| 第54回 | 11月5日  | - 千原ジュニア（千原兄弟） - 堀内健（ネプチューン） - ジャングルポケット - 品川庄司 | 『検索ちゃん 二週連続SP!第一夜』                                                  |
| 第55回 | 11月12日 | - 伊集院光 - 石塚英彦（ホンジャマカ） - ハリセンボン - 品川庄司 | 『検索ちゃん 二週連続SP!第二夜』                                                  |
| 第56回 | 11月19日 | ＜ガサツ人＞ - 出川哲朗 - 伊集院光 - 児嶋一哉（アンジャッシュ） ＜キッチリ人＞ - 坂上忍 - 千原ジュニア（千原兄弟） - 劇団ひとり - 鈴木奈々 | 『キッチリ人vsガサツ人SP』                                                        |
| 第57回 | 11月26日 | - カンニング竹山 - 藤森慎吾（オリエンタルラジオ） - 磯野貴理子 - 遠野なぎこ - 矢口真里 | 『浮気撲滅SP』                                                                    |
| 第58回 | 12月3日  | - 伊集院光 - 板東英二 - 千原せいじ（千原兄弟） - 千秋 - 春日俊彰（オードリー） | 『お金持ちになりたい芸能人SP』                                                    |
| 第59回 | 12月10日 | - 今田耕司 - マイケル富岡 - 後藤輝基（フットボールアワー） - 渡部建（アンジャッシュ） - 高橋茂雄（サバンナ） | 『なぜか結婚しない男SP』                                                          |
| 第60回 | 12月17日 | - 小池栄子 | 『検索ちゃんネタ祭り！直前企画 過去の名作見せますスペシャル！』                   |

2013年
| 放送日   | ゲスト | 備考                                                         |
| -------- | --- | ------------------------------------------------------------ |
| 1月7日   | - 伊集院光 - 小島慶子 - 光浦靖子（オアシズ） - 鈴木奈々 - くわばたりえ（クワバタオハラ） | 『嫌われる女 チェックSP！』                                  |
| 1月14日  | - 伊集院光 - さらば青春の光 - 品川庄司 - ジャングルポケット - ニッチェ | 『2013年ブレイク間違いなしSP！』                             |
| 1月21日  | - 東貴博（Take2） - オードリー - サンドウィッチマン - 千原ジュニア（千原兄弟） - 北斗晶 | 『こんなヤツは許せない！イライラSP』                         |
| 1月28日  | - 大久保佳代子（オアシズ） - 小原正子（クワバタオハラ） - 壇蜜 - 永井大 - 渡部建（アンジャッシュ）                                                                                            | 『二度と思い出したくない！最低の恋愛スペシャル』             |
| 2月4日   | - 伊集院光 - ダイアモンド☆ユカイ - 安めぐみ - 青木さやか - 北陽 | 『本当は怖い！結婚スペシャル』                               |
| 2月11日  | - 武田修宏 - 森口博子 - 天野ひろゆき（キャイ〜ン） - NANA（MAX） - 後藤輝基（フットボールアワー）                                                                                             | 『なぜか結婚できない男と女スペシャル』                       |
| 2月18日  | - 伊集院光 - 小島慶子 - 福田彩乃 - 室井佑月 | 『女に嫌われる女スペシャル！』                               |
| 2月25日  | - 伊集院光 - 佐藤仁美 - 千原ジュニア（千原兄弟） - hitomi - YOU | 『危険な恋愛スペシャル！』                                   |
| 3月4日   | - 東貴博（Take2） - スザンヌ - 羽野晶紀 - 松本伊代 - 渡辺徹 | 『有名人夫婦マル秘私生活ぶっちゃけスペシャル！』             |
| 3月11日  | - 伊集院光 - 小島慶子 - 大久保佳代子（オアシズ） - NON STYLE - 柳沢慎吾 | 『女性に嫌われる男スペシャル！』                             |
| 3月18日  | - 磯野貴理子 - 庄司智春（品川庄司） - 多岐川華子 - 遠野なぎこ - 中山秀征 | 『結婚に成功した人VS失敗した人スペシャル！』                 |
| 3月25日  | - 伊集院光 - 桂文枝 - 小島慶子 - 友近 - 道端アンジェリカ | 『嫌われる女スペシャル！』                                   |
| 4月1日   | - いとうあさこ - 大島麻衣 - 小籔千豊 - 千秋 - 土田晃之 | 『浮気する女スペシャル！』                                   |
| 4月8日   | - アンジャッシュ - 伊集院光 - 小島慶子 - 光浦靖子（オアシズ） - 柳沢慎吾 | 『嫌いな男を徹底追及スペシャル』                             |
| 4月15日  | - 青木さやか - 小島慶子 - 島崎和歌子 - 土田晃之 - 美保純 | 『カミツキ女子スペシャル』                                   |
| 4月22日  | - 伊集院光 - 菊地亜美（アイドリング!!!） - 小島慶子 - 土田晃之 - 室井佑月 | 『本当は怖い！女のウラの顔スペシャル』                       |
| 4月29日  | - 天野ひろゆき（キャイ〜ン） - オードリー - 千原ジュニア（千原兄弟） - 道端アンジェリカ - 優木まおみ                                                                                          | 『もう失敗しない！部屋選びスペシャル』                       |
| 5月6日   | - 小島慶子 - 嗣永桃子 - 土田晃之 - 西川史子 - 的場浩司 | 『何かと文句を言いたがるカミツキ女スペシャル』               |
| 5月13日  | - 伊集院光 - 紫吹淳 - 千原ジュニア（千原兄弟） - 福田彩乃 - 藤本美貴 | 『恋愛の最低な失敗SP』                                       |
| 5月20日  | - 木村祐一 - 小島慶子 - 芹那 - 田村亮（ロンドンブーツ1号2号） - 土田晃之 | 『私たち怒ってます！イライラSP』                             |
| 5月27日  | - 伊集院光 - 逸見太郎 - 依布サラサ - 多岐川華子 - 布川隼汰 | 『親がコンプレックスSP』                                     |
| 6月3日   | - 伊集院光 - 具志堅用高 - 小島慶子 - カンニング竹山 - misono | 『誰もが一度はモメる男と女のトラブルSP』                     |
| 6月10日  | - SILVA - ダレノガレ明美 - 千原ジュニア（千原兄弟） - NON STYLE - 光浦靖子（オアシズ） | 『イタイ男イタイ女SP』                                       |
| 6月17日  | - 小島慶子 - 千原ジュニア - 西川史子 - 博多華丸・大吉 - 丸高愛実 | 『浮気をする女たちの徹底調査SP』                             |
| 6月24日  | - 石原良純 - 伊集院光 - 土田晃之 - 北斗晶 - 益若つばさ | 『嫌いな男を徹底追及SP』                                     |
| 7月1日   | - 伊集院光 - 小島慶子 - サバンナ - NANA (MAX) - はるな愛 | 『イマドキの結婚式を徹底調査SP』                             |
| 7月8日   | - いとうあさこ - 井森美幸 - 大島麻衣 - 島崎和歌子 - 土田晃之 | 『切実な女の本音を告白!アラフォー女子の叫びSP』              |
| 7月15日  | - 天野ひろゆき（キャイ〜ン） - 坂口杏里 - 佐藤仁美 - 土田晃之 - NONSTYLE | 『絶対にハマるカラオケ最新事情SP』                           |
| 7月22日  | - 伊集院光 - ゲッターズ飯田 - 小島慶子 - 道端アンジェリカ - LiLiCo | 『噂の占い&今行きたいパワースポットSP』                      |
| 7月29日  | - 伊集院光 - 庄司智春（品川庄司） - 中田敦彦（オリエンタルラジオ） - 杉浦太陽 - 中山秀征 | 『徹底解明!嫁がアイドルSP』                                  |
| 8月5日   | - 大堀恵 - キンタロー。 - 小島慶子 - 千原ジュニア(千原兄弟) - SILVA | 『徹底解明!嫌われる女2013夏SP』                              |
| 8月12日  | - 菊地亜美 - ダレノガレ明美 - 嗣永桃子 - 土田晃之 - 古澤未来 | 『U-25バラエティアイドルの実態マネージャーのホンネ大暴露SP』 |
| 8月19日  | - 有村昆&丸岡いずみ - 伊集院光 - 加藤茶&加藤綾菜 - 木村祐一&西方凌 - 平子祐希（アルコ&ピース）&平子真由美                                                                                     | 『夫の秘密を大暴露!気になる夫婦SP』                          |
| 8月26日  | - 犬山紙子 - 小島慶子 - ジャングルポケット - 土田晃之 - 柳沢慎吾 | 『人々のお悩みに真剣アドバイス!ストライクアンサーSP』        |
| 9月2日   | - 田中裕二（爆笑問題）&西尾季隆（XーGUN） - 伊集院光&GO（オテンキ） - 大久保佳代子（オアシズ）&いとうあさこ - 友近&馬場園梓（アジアン） - 西川史子&三遊亭こうもり                             | 『仲良し芸能人ペア大集結SP』                                 |
| 9月9日   | - 伊集院光 - かとうれいこ - 篠原ともえ - 鈴木亜美 - 田中美奈子 | 『90年代アイドルが今だからぶっちゃけますSP』                 |
| 9月16日  | - 小島慶子 - 土田晃之 - 三船美佳 - 安めぐみ - 保田圭 | 『芸能人奥様の実態SP』                                       |
| 9月23日  | - 天野ひろゆき（キャイ〜ン） - 伊集院光 - 遠藤章造（ココリコ） - 塚地武雅（ドランクドラゴン） - マイケル富岡                                                                                  | 『OVER40独身オヤジの主張SP』                                 |
| 9月30日  | - 田中裕二（爆笑問題）&古坂大魔王 - 土田晃之&神宮寺しし丸 - 堀内健（ネプチューン）&THE石原 - 光浦靖子（オアシズ）&KABA.ちゃん - 渡辺直美&澤部佑（ハライチ）                                   | 『仲良し芸能人ペア大集結SP』                                 |
| 10月7日  | - 伊集院光 - 犬山紙子 - 小島慶子 - 道端アンジェリカ - 美保純 | 『女から嫌われる女を告発SP』                                 |
| 10月14日 | - アンガールズ - 小池徹平 - 土田晃之 - 平成ノブシコブシ - 山田親太朗 | 『私のコンプレックス告白SP』                                 |
| 10月28日 | - 青田典子 - 相川七瀬 - IZAM - 伊集院光 - NANA (MAX) - LINA (MAX) | 『90年代ブレイク芸能人SP』                                   |
| 11月4日  | - 田中裕二（爆笑問題）&ウエンツ瑛士 - カンニング竹山&中田喜之（逆転満塁ホームラン） - 児嶋一哉（アンジャッシュ）&おおかわら（鬼ヶ島） - 菊地亜美&重盛さと美 - 千原ジュニア（千原兄弟）&タケト | 『仲良し芸能人ペア大集合SP』                                 |
| 11月11日 | - アンバランス - インスタントジョンソン - 2丁拳銃 - ほたるケンジ - 土田晃之 | 『芸歴20周年近いのにまだ売れない芸人の叫びSP』               |
| 11月18日 | - 浅香唯 - 伊集院光 - 新田恵利 - 森口博子 - 芳本美代子 | 『85年組アイドルの芸能界ウラ側を激白SP』                     |
| 11月25日 | - 大久保佳代子（オアシズ） - 小島慶子 - SILVA - ちはる - 土田晃之 | 『本当に実在したコワイ女告発SP』                             |
| 12月16日 | - 伊集院光 - コロッケ - 友近 - 松村邦洋 - やしろ優 - 中川礼二（中川家） | 『モノマネ芸人はつらいよSP』                                 |

2014年
| 放送日  | ゲスト | 備考                                              |
| ------- | --- | ------------------------------------------------- |
| 1月13日 | - 伊集院光 - 高橋茂雄（サバンナ） - ダレノガレ明美 - 千原ジュニア（千原兄弟） - 益若つばさ                    | 『恋につますぐ独身男女の叫びSP』                  |
| 1月20日 | - 京本政樹 - JOY - 庄司智春（品川庄司） - 土田晃之 - NONSTYLE                                                 | 『オレの弱点を初告白SP』                          |
| 1月27日 | - 栗原類 - 土田晃之 - ホラン千秋 - 又吉直樹（ピース） - 若林正恭（オードリー）                                | 『孤独を愛する芸能人SP』                          |
| 2月3日  | - 相沢まき - 伊集院光 - 磯山さやか - 尾崎ナナ - 森下千里                                                      | 『アラサーグラビアアイドルの実態SP』              |
| 2月10日 | - 相沢まき - 犬山紙子 - 杉本彩 - 土田晃之 - 西川史子                                                          | 『コワすぎる女の実態を告発SP』                    |
| 2月24日 | - 伊集院光 - 岡田圭右（ますだおかだ） - 杉村太蔵 - 伊達みきお（サンドウィッチマン） - 福田彩乃                | 『脱サラ芸能人が大集合!サラリーマンはツラいよSP』 |
| 3月3日  | - 今井華 - 土田晃之 - 大林素子 - たんぽぽ - はるな愛                                                          | 『残念な恋愛ばかりの女たちSP』                    |
| 3月10日 | - 天野ひろゆき（キャイ～ン） - 伊集院光 - 博多華丸・大吉 - 彦摩呂 - 北陽                                      | 『食にうるさい芸能人SP』                          |
| 3月17日 | - 伊集院光 - オリエンタルラジオ - 古坂大魔王 - 千原ジュニア（千原兄弟） - 土田晃之 - 友近                     | 『爆笑問題田中裕二公開ダメ出しSP』                |
| 3月24日 | - 東貴博 - 伊集院光 - オリエンタルラジオ - 古坂大魔王 - 小島慶子 - 千原ジュニア（千原兄弟） - 土田晃之 - 友近 | 『爆笑問題太田光公開ダメ出しSP』                  |

## ネット局と放送時間
| 放送対象地域   | 放送局                   | 系列           | 放送曜日・放送時間            | 放送日の遅れ  |
| -------------- | ------------------------ | -------------- | ----------------------------- | ------------- |
| 関東広域圏     | テレビ朝日（EX）         | テレビ朝日系列 | 月曜 23:15 - 翌0:15           | 同時ネット    |
| 北海道         | 北海道テレビ（HTB）      | テレビ朝日系列 | 月曜 23:15 - 翌0:15           | 同時ネット    |
| 青森県         | 青森朝日放送（ABA）      | テレビ朝日系列 | 月曜 23:15 - 翌0:15           | 同時ネット    |
| 岩手県         | 岩手朝日テレビ（IAT）    | テレビ朝日系列 | 月曜 23:15 - 翌0:15           | 同時ネット    |
| 宮城県         | 東日本放送（KHB）        | テレビ朝日系列 | 月曜 23:15 - 翌0:15           | 同時ネット    |
| 秋田県         | 秋田朝日放送（AAB）      | テレビ朝日系列 | 月曜 23:15 - 翌0:15           | 同時ネット    |
| 山形県         | 山形テレビ（YTS）        | テレビ朝日系列 | 月曜 23:15 - 翌0:15           | 同時ネット    |
| 福島県         | 福島放送（KFB）          | テレビ朝日系列 | 月曜 23:15 - 翌0:15           | 同時ネット    |
| 新潟県         | 新潟テレビ21（UX）       | テレビ朝日系列 | 月曜 23:15 - 翌0:15           | 同時ネット    |
| 長野県         | 長野朝日放送（abn）      | テレビ朝日系列 | 月曜 23:15 - 翌0:15           | 同時ネット    |
| 静岡県         | 静岡朝日テレビ（SATV）   | テレビ朝日系列 | 月曜 23:15 - 翌0:15           | 同時ネット    |
| 石川県         | 北陸朝日放送（HAB）      | テレビ朝日系列 | 月曜 23:15 - 翌0:15           | 同時ネット    |
| 中京広域圏     | メ〜テレ（NBN）          | テレビ朝日系列 | 月曜 23:15 - 翌0:15           | 同時ネット    |
| 広島県         | 広島ホームテレビ（HOME） | テレビ朝日系列 | 月曜 23:15 - 翌0:15           | 同時ネット    |
| 山口県         | 山口朝日放送（yab）      | テレビ朝日系列 | 月曜 23:15 - 翌0:15           | 同時ネット    |
| 香川県・岡山県 | 瀬戸内海放送（KSB）      | テレビ朝日系列 | 月曜 23:15 - 翌0:15           | 同時ネット    |
| 愛媛県         | 愛媛朝日テレビ（eat）    | テレビ朝日系列 | 月曜 23:15 - 翌0:15           | 同時ネット    |
| 福岡県         | 九州朝日放送（KBC）      | テレビ朝日系列 | 月曜 23:15 - 翌0:15           | 同時ネット    |
| 長崎県         | 長崎文化放送（NCC）      | テレビ朝日系列 | 月曜 23:15 - 翌0:15           | 同時ネット    |
| 熊本県         | 熊本朝日放送（KAB）      | テレビ朝日系列 | 月曜 23:15 - 翌0:15           | 同時ネット    |
| 大分県         | 大分朝日放送（OAB）      | テレビ朝日系列 | 月曜 23:15 - 翌0:15           | 同時ネット    |
| 鹿児島県       | 鹿児島放送（KKB）        | テレビ朝日系列 | 月曜 23:15 - 翌0:15           | 同時ネット    |
| 沖縄県         | 琉球朝日放送（QAB）      | テレビ朝日系列 | 月曜 23:15 - 翌0:15           | 同時ネット    |
| 近畿広域圏     | 朝日放送（ABC）          | テレビ朝日系列 | 火曜 0:30 - 1:32 （月曜深夜） | 1時間15分遅れ |

過去のネット局
- 富山テレビ（フジテレビ系列） - テレビ朝日系列外で唯一2013年4月から半年間のみ遅れネット。

## スタッフ
- 構成：鈴木おさむ、樋口卓治、秋葉高彰、野口悠介
- ナレーター：藤井佑実子、服部伴蔵門
- TM：大島秀一
- TD/SW：錦戸浩司、今川愛（今川→一時離脱→復帰）
- CAM：保坂健一
- VE：青木和敬
- 照明：三澤孝至
- 音声：江尻和茂
- PA：田村智宏
- クレーン：平井志穂、宮田浩
- 美術デザイン：井磧伸介（以前は美術プロデューサー）
- 美術進行：野口香織、山本和記（テレビ朝日クリエイト）
- 大道具：小野祐樹
- 小道具：石井琢也
- 電飾：小板橋厚史
- モニター：下園拓也
- 装置：野間恵美子
- 装飾：前西原亜戸
- CGプロデュース：横井勝
- CGデザイン：形部まり子（以前はCGプロデュース）、山本裕之
- EED：片田真、毛利陽平（IMAGICA）
- MA：赤津英彰（IMAGICA）
- 音効：吉田達朗（TSP）
- TK：船木玉緒
- スタイリスト：植田雅恵
- ヘアメイク：小川和美、小野やよい、段久美子
- 問題リサーチ：梅田道人、松尾真一郎、中野綾香
- 編成：松瀬俊一郎、谷山沙要
- 宣伝：残間理央
- 営業：長畑陽太
- Web制作：見村浩利
- 制作スタッフ：海東隆志、山本清志郎、沼田真明、南沙織、渡邊亮介、丸山俊、奥藤理絵、三村理絵、三戸駿也、平野陽子、鶴田和、野口眞嗣、奥野菜央子
- ディレクター：大崎義宏、矢野和久、真船潤、栗原大祐、小倉弘正、田中健太、雨宮雄太
- AP：五十嵐久也、鈴木園子（以前は制作スタッフ）
- 演出：大岡慎介
- プロデューサー：荻野健太郎
- ゼネラルプロデューサー：奥田創史
- ロケ技術：TSP
- 技術協力：テイクシステムズ
- 製作著作：テレビ朝日

### 過去のスタッフ
- 構成：村松浩介、照井良平、利光宏治、林賢一
- TD/SW：住田清志
- CAM：外川真一、桝田茂雄、栗林克夫（栗林→一時期TD/SW担当していた）、佐藤邦彦
- VE：齋藤弘幸、東那美、時見正和
- 音声：古寺智和、中田孝也、森永茂
- クレーン：浅田康和、川上智、深谷勝成、竹中崇将
- 美術進行：遠藤ゆか
- 電飾：高橋友之
- モニター：石井智之
- 特効：吉川剛史
- 大道具：神谷直矢
- EED：森川隆孝（IMAGICA）
- MA：阿部哲也（IMAGICA）
- 音効：竹内陽（TSP）
- 問題リサーチ：辰井裕紀
- 編成：荒井祥之、田中真由子、柳井寛史
- 宣伝：椿本晶子
- デスク：萩原わかな
- 営業：好木愛沙
- 制作スタッフ：清永圭一、生熊香織、徳留卓、中村優希、大山真司
- ディレクター：鈴木伸明、大岩タカユキ、松岡信行、大橋豪、本橋啓、佐藤啓、福元洋之、鈴木博久、川跡友里、大喜多高志、山浦太郎、北住健司
- AP：浅倉きよみ、田畑まなみ、大村絵美子、馬越脇弘章、竹山知子
- プロデューサー：樋口圭介、船引貴史（船引→以前はプロデューサー・演出）
- ゼネラルプロデューサー：奥川晃弘